# Kathryn Stockett
Œuvres principales
La Couleur des sentiments
Kathryn Stockett, née en 1969 à Jackson (Mississippi), est une romancière américaine connue depuis la parution de son premier roman de 2009 The Help (traduit en français par Pierre Girard sous le titre La Couleur des sentiments), qui raconte les conditions de vie dégradante des domestiques noires américaines travaillant dans les maisons de familles blanches dans l'État du Mississippi pendant les années 1960.

## Biographie
Après avoir été diplômée de l'Université de l'Alabama en anglais et en écriture créative, elle déménage à New York en 2001. Elle y travaille dans l'édition de magazines et dans le marketing. Son premier roman, dont la rédaction lui a demandé cinq ans, a été refusé par 45 agents littéraires avant d'être enfin publié en 2009 pour devenir un succès mondial. Il a depuis été traduit en plus de 42 langues et vendu à plus de dix millions d'exemplaires.

## Œuvre

### Roman
- The Help (2009) Publié en français sous le titre La Couleur des sentiments, traduit par Pierre Girard, Paris / Arles, Jacqueline Chambon / Actes Sud, 2010  (ISBN 978-2-7427-9291-7) ; réédition, Arles /Montréal, Actes Sud / Leméac, coll. Babel no 1141, 2012

## Adaptation
- 2011 : La Couleur des sentiments (The Help), film américain réalisé par Tate Taylor, avec Viola Davis, Emma Stone, Octavia Spencer, Jessica Chastain et Bryce Dallas Howard